# Draga, Šmarješke Toplice
Draga este o localitate din comuna Šmarješke Toplice, Slovenia, cu o populație de 14 locuitori.